# Banes Motor České Budějovice

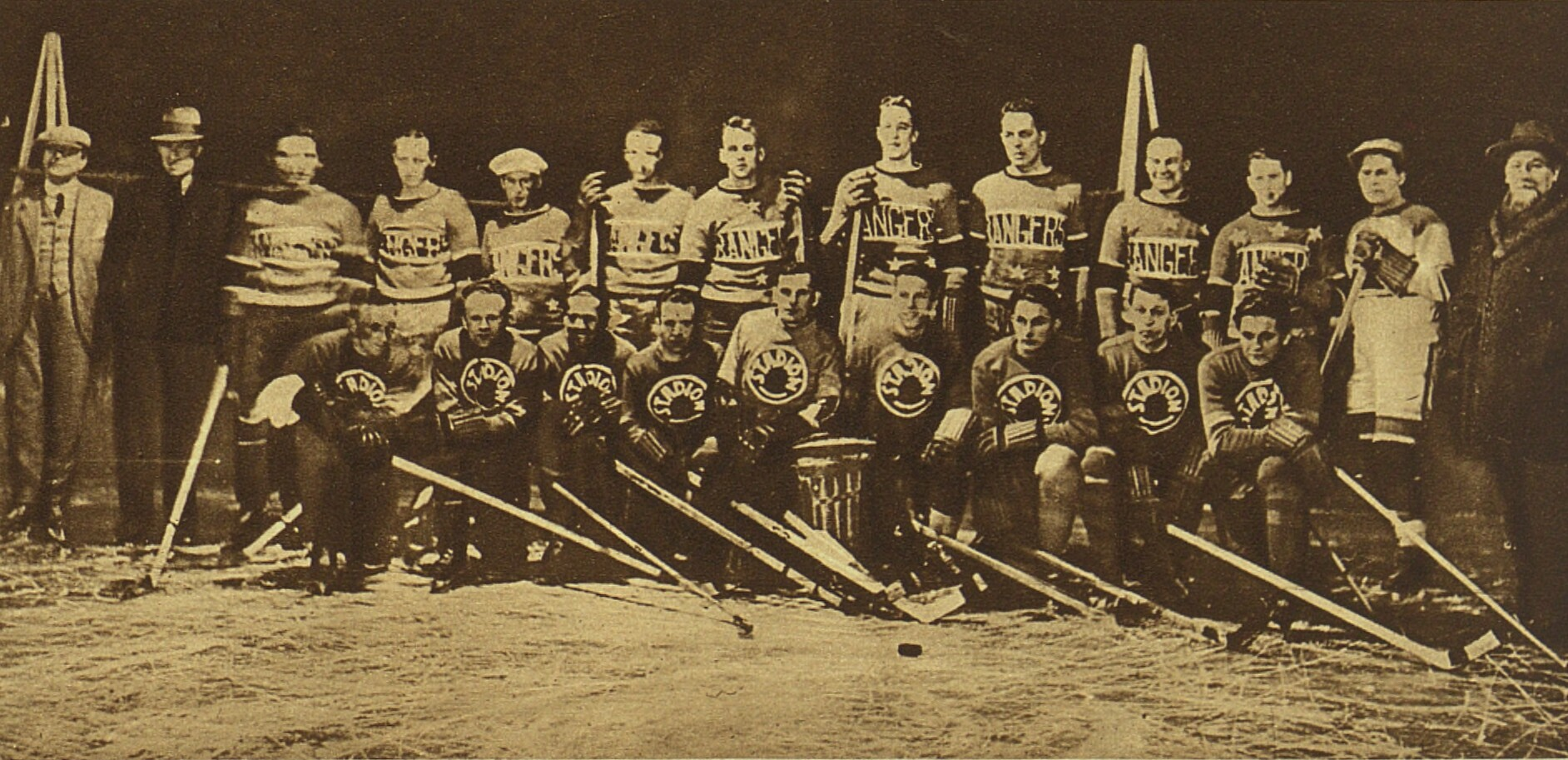
Hokejisté AC Stadion České Budějovice (sedící) před zápasem s americkými mistry světa Massachusetts Rangers v roce 1933.

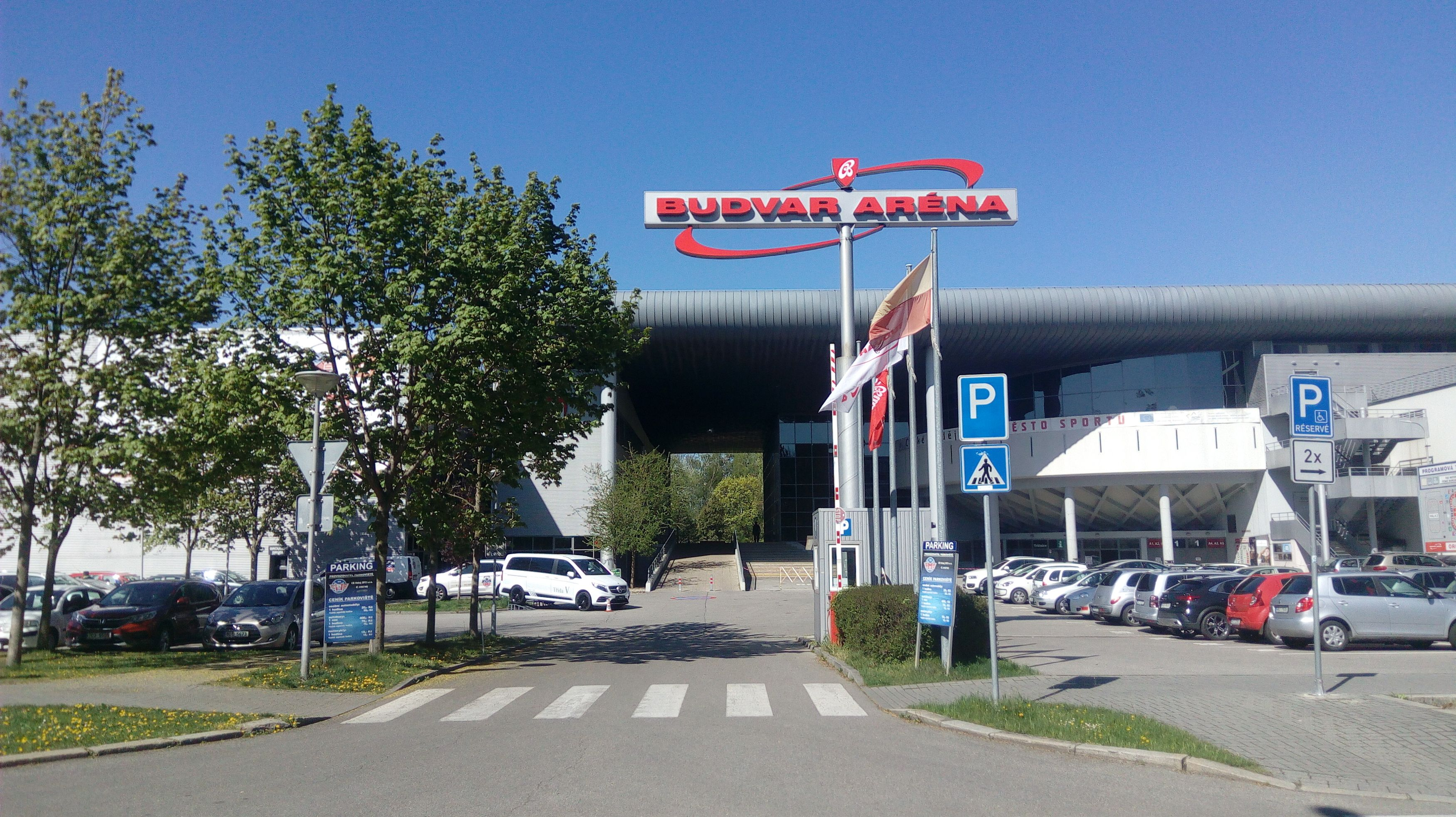
Budvar aréna

Banes Motor České Budějovice je český extraligový klub ledního hokeje, který sídlí v Českých Budějovicích v Jihočeském kraji. Klub byl založen 10. ledna roku 1928 a do roku 2013 byl pravidelným účastníkem nejvyšší hokejové soutěže v Československu, resp. České republice (kromě sezony 2004/05 kdy byl účastníkem 1. ligy) a který byl v hodnocení sezony 2007/08 serverem hockeyarchives.info v TOP 250 klubech Evropy uveden celkově na 11. místě.
Své domácí zápasy odehrává v Budvar aréně s kapacitou 6 421 diváků.
Do nejvyšší hokejové soutěže v Česku se tým vrátil po sezóně 2019/20, kdy základní část ovládl o 44 bodů před druhým týmem. Díky opatřením proti šíření koronaviru SARS-CoV-2 bylo zrušeno play-off Chance ligy, a tým tak postoupil bez závěrečných vyřazovacích bojů.

## Historie
Klub vznikl 10. ledna 1928 přejmenováním dočasného názvu SK Slavia Č.B. (která vznikla sloučením klubů SK Slovan Č.B. (zal.1921) a SK Viktoria Č.B. (zal.1923) v prosinci 1927) na AC Stadion České Budějovice (klubové barvy: bílá-červená).
V roce 1930 se stal mistrem českého venkova, v sezóně 1936/37 se už účastnil úvodního ročníku celostátní ligy, kde obsadil závěrečné třetí místo, a započal tak významnou tradici českobudějovického hokeje.
Po únorovém puči v roce 1948 nastaly i hokejovém sportu drastické změny a reorganizace. Kromě nucených
odchodů hráčů odsouzených v komunistických procesech se klubů dotkla i tehdejší „móda“ neustálého přejmenovávání. Neušel jí ani budějovický AC Stadion, který musel po dvaceti letech opustit svůj název, který pak procházel rychlými změnami od Sokol Stadion Č.B., přes ZSJ Obchodní domy Č.B., SKP Č.B. až k názvu Slavoj České Budějovice, který teprve se ustálil. I v této době však českobudějovický hokej slavil velké úspěchy. V sezóně 1950/51 získal klub svůj první a zatím jediný mistrovský titul. O dva roky později, v sezóně 1952/53, obsadil klub celkové třetí místo.
V polovině šedesátých let se klub dostal do značně složité ekonomické situace. Tu se nakonec podařilo vyřešit díky tehdejšímu národnímu podniku Motor, který převzal klub pod svoji patronaci a úspěšně jej vyvedl z krize. Klub začal vystupovat jako TJ Motor České Budějovice a tento název je patrně nejznámější v jeho historii, i proto, že s ním přišla další významná éra tohoto sportu v jihočeské metropoli (pojmenování Motor je stále běžné mezi místními fanoušky). Na další medailový úspěch si však fanoušci museli počkat až do sezóny 1980/81, kdy klub v ČSHL obsadil celkové druhé místo. Po politických změnách 1989 se klub po sezóně 1990-1991, v dubnu 1991 přejmenoval na HC Motor České Budějovice.
V době rozpadu Československa přišla další změna názvu. Od 21. 12. 1992 přešel klub, (v době reprezentační a vánoční přestávky) hlásící se k tradici Stadionu, Slavoje a Motoru, na pojmenování HC České Budějovice. Pod tímto jménem je znám během působení v ELH. Klub v prvních ročnících české extraligy slavil významné úspěchy, v sezóně 1993/94 byl v základní části druhý, celkově pátý. V sezóně 1994/95 byl klub v ZČ šestý, celkově třetí, v sezóně 1995/96 pak v ZČ třetí, celkově čtvrtý. V dalších letech sice České Budějovice tak vysoko nedosáhly, byly však stálým účastníkem extraligy s výjimkou sezóny 2004/05, kdy tým po předchozím nevydařeném ročníku a neúspěšné baráži sestoupil do 1. ligy. Na začátku zmíněné sezóny došlo v klubu ke změnám ve vedoucích funkcích a na místo trenéra nastoupil Josef Jandač. Pod jeho vedením se českobudějovičtí hokejisté úspěšně probojovali zpět do nejvyšší soutěže, kde pak v sezóně 2005/06 vybojovali konečné čtvrté místo.
V létě 2006 získal tým generálního sponzora – společnost Mountfield, od té doby vystupoval pod novým názvem HC Mountfield. S příchodem nového sponzora přišly i nové úspěchy (třetí místo v ZČ v sezóně 2006/07, vítězství v ZČ a celkové třetí místo v sezóně 2007/08). Po sezóně 2007/08 odešel z místa trenéra Josef Jandač, na jeho místo nastoupil Ernest Bokroš. Klub se od té doby pohyboval na hraně play-off. Postupem času se však také začaly hromadit spory s městem České Budějovice, kterému patří stadión, a které klub dotovalo ročně nemalou částkou. Spory vygradovaly po sezóně 2012/13.
Na jaře 2013 se vedení HC Mountfield dostalo do zásadního sporu s pivovarem Budweiser Budvar a s městem České Budějovice. Klub byl vázán smlouvou s marketingovým partnerem extraligy, agenturou BPA, že při domácích zápasech se bude na stadionu točit Radegast, pivo nového oficiálního partnera extraligy. Ovšem naproti tomu město, jako majitel Budvar arény mělo platnou smlouvu s pivovarem Budvar, že se ve dvou bufetech v aréně bude čepovat jeho pivo. To už společnost HC Mountfield 12. června 2013 oznámila definitivní odchod klubu z města a hledala jiné lokality k utvoření nového extraligového klubu. Budvar posléze ustoupil a byl ochoten smlouvu s městem vypovědět, leč vedení HC Mountfield dalo přednost finanční pobídce z Hradce Králové. Připravovaný přesun byl definitivně schválen vedením klubu dne 18. června 2013.. Stěhoval se celý A-tým, který si s sebou odnesl extraligovou licenci. Mládežnické kluby registrované na svazu pod hlavičkou HC České Budějovice se nepřesouvaly.
Poté, co vedení HC Mountfield definitivně potvrdilo stěhování do Hradce Králové, rozběhla se jednání ohledně způsobu pokračování seniorského hokeje v Českých Budějovicích. Do hry vstoupily dvě skupiny. První, akciová společnost HC Motor, v čele s podnikatelem Zdeňkem Caskou, odkoupila prvoligovou licenci od Hradce Králové. Druhá skupina, CB Hokej 2013, založená bývalými českobudějovickými hráči v čele s Radkem Bělohlavem, měla prvoligovou licenci přislíbenu od Mostu (byla podepsána smlouva o smlouvě budoucí). Rada města České Budějovice se na svém zasedání 24. července rozhodla podpořit projekt skupiny kolem Radka Bělohlava, která tímto dostala k dispozici Budvar Arénu. 2. srpna 2013 tato skupina následně odkoupila 100% akcií společnosti HC Motor a do nové sezóny vstoupila s licencí získanou od pana Casky.
Nový klub který se opět chtěl hlásit k tradici s názvem města kde sídlí, uspořádal internetové hlasování o název klubu. Fanouškovská obec si tím názvem vyhlasovala název Motor, čímž se tak úplně klub nevrátil k původní tradici, ale jen o pár desítek let do 60. let 20. století a "normalizační" doby podnikových názvů klubů, i takřka totožným logem klubu. A 20. srpna 2013 před přátelským zápasem s Rytíři Kladno, byl slavnostně klub představen jako HC Motor České Budějovice, s licencí na druhou nejvyšší soutěž v zemi, 1. ligu. 
Během sezony 9. prosince 2013 se klub přejmenoval na ČEZ Motor České Budějovice. Těsně před startem extraligové sezony 24. srpna 2020 se klub dle generálního sponzora přejmenoval na Madeta Motor České Budějovice a vstoupil po sedmi letech opět na extraligovou scénu. Sponzor zastoupený generálním ředitelem Madety Milanem Teplým ovšem před další sezónou 2021/2022 spolupráci po osmi letech ukončil, a klub se tak přejmenoval zpátky na název získaný hlasováním fanoušků z roku 2013 a to HC Motor České Budějovice.
Od roku 2023 je hlavním partnerem klubu soběslavská strojařská firma Banes, kterou vlastní Pavel Baloun. Klub toto partnerství prodloužil i na sezonu 2025/26. Klub se dočasně přejmenoval na Banes Motor České Budějovice.

## Rodokmen klubu před oficiálním založením
- 1921 – založen klub SK Slovan České Budějovice
- 1923 – založen klub SK Viktoria České Budějovice
- 1924 – založen klub SK Meteor České Budějovice (-ten se však odmítl připojit k novému vznikajícímu klubu)
- 1927 – SK Slovan České Budějovice + SK Viktoria České Budějovice = SK Slavia České Budějovice (v prosinci 1927)

## Historické názvy
Zdroj:
- 1927 – SK Slavia České Budějovice (Sportovní klub Slavia České Budějovice), prozatímní název klubu

- 1928 – AC Stadion České Budějovice (Atletic[p 1] Club Stadion České Budějovice)
- 1939 – AC Stadion Budějovice, v důsledku německého Protektorátu Čechy a Morava
- 1945 – AC Stadion České Budějovice
- 1948 – Sokol Stadion České Budějovice
- 1949 – ZSJ OD Stadion České Budějovice (Závodní sokolská jednota Obchodní domy Stadion České Budějovice)
- 1950 – ZSJ SKP JNV České Budějovice (Závodní sokolská jednota Sdružené komunální podniky Jednotný národní výbor České Budějovice)
- 1953 – DSO Slavoj České Budějovice (Dobrovolná sportovní organizace Slavoj České Budějovice)
- 1957 – TJ Slavoj České Budějovice (Tělovýchovná jednota Slavoj České Budějovice)
- 1965 – TJ Motor České Budějovice (Tělovýchovná jednota Motor České Budějovice)
- 1991 – HC Motor České Budějovice (Hockey Club Motor České Budějovice)
- 1992 – HC České Budějovice (Hockey Club České Budějovice)
- 2006 – HC Mountfield (Hockey Club Mountfield)
- 2013 – HC Motor České Budějovice (Hockey Club Motor České Budějovice)
- 2013 – ČEZ Motor České Budějovice (České energetické závody Motor České Budějovice)
- 2020 – Madeta Motor České Budějovice
- 2021 – HC Motor České Budějovice (Hockey Club Motor České Budějovice)
- 2023 – Banes Motor České Budějovice

## Získané trofeje

### Vyhrané nejvyšší domácí soutěže
- Československá liga ledního hokeje ( 1x )
  - 1950/51

### Vítěz základní ligové části v nejvyšší soutěži před play-off o titul mistra
- Československá liga ledního hokeje ( 1x )
- 1987/88

- Česká hokejová extraliga ( 1x )
- 2007/08

### Ostatní soutěže
- Zlatý klas ( 9x )
  - 1970, 1971, 1972, 1973, 1977, 1984, 1986, 1987, 1988
- Spartakiádní pohár (1x)
  - 1960
- Zepter Hockey Cup (Český hokejový pohár) ( 1x )
  - 2000
- Regionální pohár ( 2x )
  - 2014, 2015

## Statistiky

### Přehled ligové účasti
Stručný přehled
Zdroj: 
- 1936–1937: 1. liga (1. ligová úroveň v Československu)
- 1937–1938: 1. liga – sk. B (1. ligová úroveň v Československu)
- 1941–1944: Českomoravská liga (1. ligová úroveň v Protektorátu Čechy a Morava)
- 1945–1947: 1. liga – sk. A (1. ligová úroveň v Československu)
- 1947–1948: 1. liga – sk. B (1. ligová úroveň v Československu)
- 1948–1951: 1. liga (1. ligová úroveň v Československu)
- 1951–1952: 1. liga – sk. A (1. ligová úroveň v Československu)
- 1952–1953: 1. liga – sk. B (1. ligová úroveň v Československu)
- 1953–1954: 1. liga – sk. C (1. ligová úroveň v Československu)
- 1954–1956: 1. liga – sk. B (1. ligová úroveň v Československu)
- 1956–1959: 1. liga (1. ligová úroveň v Československu)
- 1959–1960: 2. liga – sk. A (2. ligová úroveň v Československu)
- 1960–1963: 1. liga (1. ligová úroveň v Československu)
- 1963–1968: 2. liga – sk. A (2. ligová úroveň v Československu)
- 1968–1969: 1. liga (1. ligová úroveň v Československu)
- 1969–1970: 1. ČNHL – sk. A (2. ligová úroveň v Československu)
- 1970–1991: 1. liga (1. ligová úroveň v Československu)
- 1991–1992: 1. ČNHL (2. ligová úroveň v Československu)
- 1992–1993: 1. liga (1. ligová úroveň v Československu)
- 1993–2004: Extraliga (1. ligová úroveň v České republice)
- 2004–2005: 1. liga (2. ligová úroveň v České republice)
- 2005–2013: Extraliga (1. ligová úroveň v České republice)
- 2013–2020 : 1. liga (2. ligová úroveň v České republice)
- 2020–: Extraliga (1. ligová úroveň v České republice)

Jednotlivé ročníky
Zdroj: 
| Československo (1936 – 1938)             |                    |        |    |     |                                                               |          |              |
| Ročník                                   | Soutěž             | Úroveň | PK | ZČ  | Play-off                                                      | Cel. um. | Pozn.        |
| 1936/1937                                | 1. liga            | 1.     | 8  | 3.  |                                                               | 3.       |              |
| 1937/1938                                | 1. liga – sk. B    | 1.     | 7  | 6.  |                                                               | 6.       | Reorganizace |
| Protektorát Čechy a Morava (1939 – 1944) |                    |        |    |     |                                                               |          |              |
| Ročník                                   | Soutěž             | Úroveň | PK | ZČ  | Play-off                                                      | Cel. um. | Pozn.        |
| ...                                      |                    |        |    |     |                                                               |          |              |
| 1941/1942                                | Českomoravská liga | 1.     | 6  | 5.  |                                                               | 5.       |              |
| 1942/1943                                | Českomoravská liga | 1.     | 6  | 5.  |                                                               | 5.       |              |
| 1943/1944                                | Českomoravská liga | 1.     | 6  | 5.  |                                                               | 5.       |              |
| Československo (1945 – 1993)             |                    |        |    |     |                                                               |          |              |
| Ročník                                   | Soutěž             | Úroveň | PK | ZČ  | Play-off                                                      | Cel. um. | Pozn.        |
| 1945/1946                                | 1. liga – sk. A    | 1.     | 6  | 3.  |                                                               | 3.       |              |
| 1946/1947                                | 1. liga – sk. A    | 1.     | 5  | 4.  |                                                               | 4.       |              |
| 1947/1948                                | 1. liga – sk. B    | 1.     | 6  | 4.  |                                                               | 4.       |              |
| 1948/1949                                | 1. liga            | 1.     | 8  | 4.  |                                                               | 4.       |              |
| 1949/1950                                | 1. liga            | 1.     | 8  | 4.  |                                                               | 4.       |              |
| 1950/1951                                | 1. liga            | 1.     | 8  | 1.  |                                                               | 1.       |              |
| 1951/1952                                | 1. liga – sk. A    | 1.     | 6  | 3.  |                                                               | 3.       |              |
| 1952/1953                                | 1. liga – sk. B    | 1.     | 7  | 1.  |                                                               | 3.       | Finále       |
| 1953/1954                                | 1. liga – sk. C    | 1.     | 6  | 2.  |                                                               | 2.       | Finále       |
| 1954/1955                                | 1. liga – sk. B    | 1.     | 8  | 4.  |                                                               | 4.       |              |
| 1955/1956                                | 1. liga – sk. B    | 1.     | 8  | 7.  |                                                               | 7.       |              |
| 1956/1957                                | 1. liga            | 1.     | 14 | 8.  |                                                               | 8.       |              |
| 1957/1958                                | 1. liga            | 1.     | 12 | 10. |                                                               | 10.      |              |
| 1958/1959                                | 1. liga            | 1.     | 12 | 11. |                                                               | 11.      | Sestup       |
| 1959/1960                                | 2. liga – sk. A    | 2.     | 12 | 1.  |                                                               | 1.       | Postup       |
| 1960/1961                                | 1. liga            | 1.     | 12 | 9.  |                                                               | 10.      |              |
| 1961/1962                                | 1. liga            | 1.     | 12 | 12. |                                                               | 10.      |              |
| 1962/1963                                | 1. liga            | 1.     | 12 | 12. |                                                               | 12.      | Sestup       |
| 1963/1964                                | 2. liga – sk. A    | 2.     | 8  | 1.  |                                                               | 1.       | Kvalifikace  |
| 1964/1965                                | 2. liga – sk. A    | 2.     | 8  | 2.  |                                                               | 2.       |              |
| 1965/1966                                | 2. liga – sk. A    | 2.     | 8  | 2.  |                                                               | 2.       |              |
| 1966/1967                                | 2. liga – sk. A    | 2.     | 8  | 3.  |                                                               | 3.       |              |
| 1967/1968                                | 2. liga – sk. A    | 2.     | 8  | 1.  |                                                               | 1.       | Kvalifikace  |
| 1968/1969                                | 1. liga            | 1.     | 10 | 10. |                                                               | 10.      | Sestup       |
| 1969/1970                                | 1. ČNHL – sk. A    | 2.     | 16 | 1.  |                                                               | 1.       | Kvalifikace  |
| 1970/1971                                | 1. liga            | 1.     | 10 | 9.  |                                                               | 9.       |              |
| 1971/1972                                | 1. liga            | 1.     | 10 | 6.  |                                                               | 6.       |              |
| 1972/1973                                | 1. liga            | 1.     | 10 | 10. |                                                               | 10.      | Kvalifikace  |
| 1973/1974                                | 1. liga            | 1.     | 12 | 10. |                                                               | 10.      |              |
| 1974/1975                                | 1. liga            | 1.     | 12 | 7.  |                                                               | 7.       |              |
| 1975/1976                                | 1. liga            | 1.     | 12 | 10. |                                                               | 8.       |              |
| 1976/1977                                | 1. liga            | 1.     | 12 | 5.  |                                                               | 5.       |              |
| 1977/1978                                | 1. liga            | 1.     | 12 | 6.  |                                                               | 6.       |              |
| 1978/1979                                | 1. liga            | 1.     | 12 | 9.  |                                                               | 9.       |              |
| 1979/1980                                | 1. liga            | 1.     | 12 | 8.  |                                                               | 8.       |              |
| 1980/1981                                | 1. liga            | 1.     | 12 | 2.  |                                                               | 2.       |              |
| 1981/1982                                | 1. liga            | 1.     | 12 | 6.  |                                                               | 6.       |              |
| 1982/1983                                | 1. liga            | 1.     | 12 | 4.  |                                                               | 4.       |              |
| 1983/1984                                | 1. liga            | 1.     | 12 | 5.  |                                                               | 5.       |              |
| 1984/1985                                | 1. liga            | 1.     | 12 | 5.  |                                                               | 5.       |              |
| 1985/1986                                | 1. liga            | 1.     | 12 | 9.  |                                                               | 9.       |              |
| 1986/1987                                | 1. liga            | 1.     | 12 | 6.  | Čtvrtfinále (prohra 0:2 na zápasy s ASD Dukla Jihlava)        | 6.       |              |
| 1987/1988                                | 1. liga            | 1.     | 12 | 1.  | Čtvrtfinále (prohra 1:3 na zápasy s Poldi SONP Kladno)        | 5.       |              |
| 1988/1989                                | 1. liga            | 1.     | 12 | 7.  | Čtvrtfinále (prohra 1:3 na zápasy s HK Dukla Trenčín)         | 7.       |              |
| 1989/1990                                | 1. liga            | 1.     | 12 | 9.  | Ne                                                            | 9.       |              |
| 1990/1991                                | 1. liga            | 1.     | 14 | 14. | Ne                                                            | 14.      | Sestup       |
| 1991/1992                                | 1. ČNHL            | 2.     | 14 | 1.  |                                                               | 1.       | Kvalifikace  |
| 1992/1993                                | 1. liga            | 1.     | 14 | 5.  | Osmifinále (prohra 0:3 na zápasy s HC Pardubice)              | 9.       |              |
| Česko (1993 – )                          |                    |        |    |     |                                                               |          |              |
| Ročník                                   | Soutěž             | Úroveň | PK | ZČ  | Play-off                                                      | Cel. um. | Pozn.        |
| 1993/1994                                | Extraliga          | 1.     | 12 | 2.  | Čtvrtfinále (prohra 0:3 na zápasy s HC Olomouc)               | 5.       |              |
| 1994/1995                                | Extraliga          | 1.     | 12 | 6.  | Semifinále (prohra 0:3 na zápasy s HC Dadák Vsetín)           | 3.       |              |
| 1995/1996                                | Extraliga          | 1.     | 14 | 3.  | Semifinále (prohra 0:4 na zápasy s HC Petra Vsetín)           | 4.       |              |
| 1996/1997                                | Extraliga          | 1.     | 14 | 7.  | Čtvrtfinále (prohra 2:3 na zápasy s HC Sparta Praha)          | 7.       |              |
| 1997/1998                                | Extraliga          | 1.     | 14 | 10. | Ne                                                            | 10.      |              |
| 1998/1999                                | Extraliga          | 1.     | 14 | 5.  | Čtvrtfinále (prohra 0:3 na zápasy s HC Sparta Praha)          | 5.       |              |
| 1999/2000                                | Extraliga          | 1.     | 14 | 6.  | Čtvrtfinále (prohra 0:3 na zápasy s Vsetínská hokejová)       | 7.       |              |
| 2000/2001                                | Extraliga          | 1.     | 14 | 11. | Ne                                                            | 11.      |              |
| 2001/2002                                | Extraliga          | 1.     | 14 | 12. | Ne                                                            | 12.      |              |
| 2002/2003                                | Extraliga          | 1.     | 14 | 6.  | Čtvrtfinále (prohra 0:4 na zápasy s HC Sparta Praha)          | 6.       |              |
| 2003/2004                                | Extraliga          | 1.     | 14 | 14. | Ne                                                            | 14.      | Baráž        |
| 2004/2005                                | 1. liga            | 2.     | 14 | 1.  | Finále (výhra 3:0 na zápasy nad HC Slovan Ústí nad Labem)     | 1.       | Baráž        |
| 2005/2006                                | Extraliga          | 1.     | 14 | 8.  | Semifinále (prohra 1:4 na zápasy s HC Slavia Praha)           | 4.       |              |
| 2006/2007                                | Extraliga          | 1.     | 14 | 3.  | Semifinále (prohra 1:4 na zápasy s HC Moeller Pardubice)      | 4.       |              |
| 2007/2008                                | Extraliga          | 1.     | 14 | 1.  | Semifinále (prohra 3:4 na zápasy s HC Energie Karlovy Vary)   | 3.       |              |
| 2008/2009                                | Extraliga          | 1.     | 14 | 11. | Ne                                                            | 11.      | sk. o udr.   |
| 2009/2010                                | Extraliga          | 1.     | 14 | 9.  | Předkolo (prohra 2:3 na zápasy s Bílí Tygři Liberec)          | 9.       |              |
| 2010/2011                                | Extraliga          | 1.     | 14 | 6.  | Čtvrtfinále (prohra 2:4 na zápasy s HC Vítkovice Steel)       | 7.       |              |
| 2011/2012                                | Extraliga          | 1.     | 14 | 5.  | Čtvrtfinále (prohra 1:4 na zápasy s Bílí Tygři Liberec)       | 6.       |              |
| 2012/2013                                | Extraliga          | 1.     | 14 | 8.  | Předkolo (prohra 2:3 na zápasy s HC Vítkovice Steel)          | 9.       | Přesun       |
| 2013/2014                                | 1. liga            | 2.     | 14 | 9.  | Ne                                                            | 12.      | sk. o udr.   |
| 2014/2015                                | 1. liga            | 2.     | 14 | 2.  | Semifinále (výhra 4:1 na zápasy nad SK Horácká Slavia Třebíč) | 2.       | Baráž        |
| 2015/2016                                | 1. liga            | 2.     | 14 | 3.  | Semifinále (prohra 0:4 na zápasy s HC Slavia Praha)           | 3.       |              |
| 2016/2017                                | 1. liga            | 2.     | 14 | 1.  | Semifinále (výhra 4:1 na zápasy s HC Slavia Praha)            | 1.       | Baráž        |
| 2017/2018                                | 1. liga            | 2.     | 14 | 2.  | Semifinále (prohra 1:4 na zápasy s Rytíři Kladno)             | 3.       |              |
| 2018/2019                                | 1. liga            | 2.     | 15 | 3.  | Semifinále (výhra 4:1 na zápasy s VHK ROBE Vsetín)            | 1.       | Baráž        |
| 2019/2020                                | 1. liga            | 2.     | 16 | 1.  | play-off zrušeno kvůli pandemii covidu-19                     |          | Postup       |
| 2020/2021                                | Extraliga          | 1.     | 14 | 14. | Ne                                                            | 14.      |              |
| 2021/2022                                | Extraliga          | 1.     | 15 | 3.  | Semifinále (prohra 1:4 na zápasy s HC Sparta Praha)           | 3.       |              |
| 2022/2023                                | Extraliga          | 1.     | 14 | 13. | Ne                                                            | 13.      |              |
| 2023/2024                                | Extraliga          | 1.     | 14 | 6.  | Čtvrtfinále (prohra 3:4 na zápasy s HC Oceláři Třinec)        | 6.       |              |
| 2024/2025                                | Extraliga          | 1.     | 14 | 6.  | Čtvrtfinále (prohra 0:4 na zápasy s HC Dynamo Pardubice)      | 6.       |              |
| 2025/2026                                | Extraliga          | 1.     | 14 |     |                                                               |          |              |

### Přehled kapitánů a trenérů v jednotlivých sezónách
| Sezóna    | Soutěž             | Kapitán                                | Trenéři | Soupiska |
| --------- | ------------------ | -------------------------------------- | --- | -------- |
| 1941/1942 | Českomoravská liga | Vítězslav Aibl                         | Václav Piloušek |          |
| 1942/1943 | Českomoravská liga | Vítězslav Aibl                         | Václav Piloušek |          |
| 1943/1944 | Českomoravská liga | Vítězslav Aibl                         | Václav Piloušek |          |
| 1945/1946 | 1.Liga             | Vítězslav Aibl                         | Václav Piloušek |          |
| 1946/1947 | 1.Liga             | Vítězslav Aibl                         | Václav Piloušek |          |
| 1947/1948 | 1.Liga             | Vítězslav Aibl                         | Václav Piloušek |          |
| 1948/1949 | 1.Liga             | František Mizera                       | Václav Piloušek |          |
| 1949/1950 | 1.Liga             | František Mizera                       | Václav Piloušek |          |
| 1950/1951 | 1.Liga             | František Mizera                       | Jan Kališ, fakticky hrajícím trenérem František Mizera                                                                      |          |
| 1951/1952 | 1.Liga             | František Mizera                       | Václav Piloušek |          |
| 1952/1953 | 1.Liga             | František Mizera                       | Václav Piloušek |          |
| 1953/1954 | 1.Liga             | František Mizera                       | Václav Piloušek |          |
| 1954/1955 | 1.Liga             | František Mizera                       | Václav Piloušek |          |
| 1955/1956 | 1.Liga             | František Mizera                       | Leopold Vávra |          |
| 1956/1957 | 1.Liga             | Vlastimil Hajšman                      | Oldřich Hurych – František Mizera                                                                                           |          |
| 1957/1958 | 1.Liga             | Vlastimil Hajšman                      | František Mizera |          |
| 1958/1959 | 1.Liga             | Zdeněk Kaucký                          | František Mizera – Karel Bílek                                                                                              |          |
| 1959/1960 | 2.Liga             | Vlastimil Hajšman                      | Zlatko Červený |          |
| 1960/1961 | 1.Liga             | Vlastimil Hajšman                      | Zlatko Červený |          |
| 1961/1962 | 1.Liga             | Zdeněk Jirků                           | Zlatko Červený a Václav Lenc                                                                                                |          |
| 1962/1963 | 1.Liga             | Zdeněk Jirků                           | Zlatko Červený – Vlastimil Hajšman                                                                                          |          |
| 1963/1964 | 2.Liga             | Zdeněk Jirků                           | Vlastimil Hajšman, Vintíř Němec a Leopold Vávra                                                                             |          |
| 1964/1965 | 2.Liga             | Zdeněk Jirků                           | Leopold Vávra – Karel Bílek                                                                                                 |          |
| 1965/1966 | 2.Liga             | Jan Šrámek                             | Ladislav Pejcha |          |
| 1966/1967 | 2.Liga             | Miroslav Hönig                         | Ladislav Pejcha a Vintíř Němec                                                                                              |          |
| 1967/1968 | 2.Liga             | Julius Šembera                         | Slavomír Bartoň |          |
| 1968/1969 | 1.Liga             | Josef Cvach                            | Slavomír Bartoň a Leopold Vávra                                                                                             |          |
| 1969/1970 | 1.ČNHL             | František Neumaier                     | Vlastimil Hajšman a Leopold Vávra                                                                                           |          |
| 1970/1971 | 1.Liga             | Josef Pártl                            | Vlastimil Hajšman a Leopold Vávra                                                                                           |          |
| 1971/1972 | 1.Liga             | Josef Pártl                            | Luděk Bukač a Ladislav Pejcha                                                                                               |          |
| 1972/1973 | 1.Liga             | Josef Pártl                            | Luděk Bukač a Emil Piloušek                                                                                                 |          |
| 1973/1974 | 1.Liga             | Václav Mařík                           | Vlastimil Sýkora a František Neumaier – Slavomír Bartoň a František Neumaier                                                |          |
| 1974/1975 | 1.Liga             | Miroslav Dvořák                        | Slavomír Bartoň a František Neumaier                                                                                        |          |
| 1975/1976 | 1.Liga             | Miroslav Dvořák                        | Slavomír Bartoň a František Neumaier                                                                                        |          |
| 1976/1977 | 1.Liga             | Miroslav Dvořák                        | Slavomír Bartoň, Ladislav Pejcha a Josef Květoň                                                                             |          |
| 1977/1978 | 1.Liga             | Miroslav Dvořák                        | Ladislav Pejcha a František Neumaier                                                                                        |          |
| 1978/1979 | 1.Liga             | Miroslav Dvořák                        | Ladislav Pejcha a František Neumaier – Karel Pražák a František Neumaier                                                    |          |
| 1979/1980 | 1.Liga             | Miroslav Dvořák                        | Josef Horešovský a Karel Pražák                                                                                             |          |
| 1980/1981 | 1.Liga             | Miroslav Dvořák                        | Karel Pražák a Petr Podlaha                                                                                                 |          |
| 1981/1982 | 1.Liga             | Miroslav Dvořák                        | Karel Pražák a Petr Podlaha                                                                                                 |          |
| 1982/1983 | 1.Liga             | Jaroslav Kočer                         | Karel Pražák a Petr Podlaha                                                                                                 |          |
| 1983/1984 | 1.Liga             | Jaroslav Kočer                         | Karel Pražák a Václav Červený – Václav Červený a Jan Šrámek                                                                 |          |
| 1984/1985 | 1.Liga             | Jaroslav Kočer                         | Václav Červený a Jan Šrámek                                                                                                 |          |
| 1985/1986 | 1.Liga             | Vladimír Caldr                         | Václav Červený a Jan Šrámek, za nemocného Červeného zaskakoval Jaroslav Jágr                                                |          |
| 1986/1987 | 1.Liga             | Jiří Lála                              | Karel Pražák a Jan Šrámek                                                                                                   |          |
| 1987/1988 | 1.Liga             | Jiří Lála                              | Karel Pražák a Jan Šrámek – Karel Pražák a Václav Mařík                                                                     |          |
| 1988/1989 | 1.Liga             | Jiří Lála                              | Karel Pražák a Václav Mařík – Václav Mařík a Jan Šrámek                                                                     |          |
| 1989/1990 | 1.Liga             | Ladislav Kolda                         | Zdeněk Uher a Jan Šrámek – Zdeněk Uher a Miroslav Dvořák                                                                    |          |
| 1990/1991 | 1.Liga             | Tomáš Jelínek                          | Zdeněk Uher a Miroslav Dvořák – Miroslav Dvořák a František Joun                                                            |          |
| 1991/1992 | 1.CNHL             | Jan Bláha                              | František Joun a Miroslav Dvořák, v únoru 1992 doplněni Jaroslav Jágr                                                       |          |
| 1992/1993 | 1.Liga             | Roman Horák                            | Jaroslav Jágr a František Joun – Karel Pražák a Petr Podlaha                                                                |          |
| 1993/1994 | Extraliga          | Roman Horák                            | Jiří Vrba a Vladimír Caldr                                                                                                  |          |
| 1994/1995 | Extraliga          | Roman Horák                            | Karel Pražák a Vladimír Caldr – Vladimír Caldr a Jaroslav Pouzar                                                            |          |
| 1995/1996 | Extraliga          | Radek Ťoupal                           | Vladimír Caldr a Jaroslav Liška                                                                                             |          |
| 1996/1997 | Extraliga          | Radek Ťoupal                           | Vladimír Caldr a Jaroslav Liška                                                                                             |          |
| 1997/1998 | Extraliga          | Radek Ťoupal                           | Vladimír Caldr a Jaroslav Liška – Jaroslav Liška a Jaroslav Pouzar                                                          |          |
| 1998/1999 | Extraliga          | Radek Ťoupal                           | Jaroslav Liška a Jaroslav Pařízek                                                                                           |          |
| 1999/2000 | Extraliga          | Radek Bělohlav a Radek Ťoupal          | Jaroslav Liška a Jaroslav Pařízek                                                                                           |          |
| 2000/2001 | Extraliga          | Rudolf Suchánek                        | Jaroslav Liška a Jaroslav Pařízek – Jan Tlačil a Jaroslav Pouzar                                                            |          |
| 2001/2002 | Extraliga          | Rudolf Suchánek                        | Jaroslav Jágr a Václav Červený – Jaroslav Liška a Václav Červený                                                            | Zde      |
| 2002/2003 | Extraliga          | Rudolf Suchánek Milan Nedoma Luboš Rob | Jaroslav Liška, Jaroslav Pouzar a Václav Červený                                                                            | Zde      |
| 2003/2004 | Extraliga          | Luboš Rob                              | Jan Neliba a Vladimír Caldr, Jaroslav Pouzar Radek Ťoupal a Ladislav Kolda                                                  | Zde      |
| 2004/2005 | 1. liga            | Radek Bělohlav                         | Josef Jandač, Milan Kupka                                                                                                   | Zde      |
| 2005/2006 | Extraliga          | Radek Bělohlav                         | Josef Jandač, Milan Kupka                                                                                                   | Zde      |
| 2006/2007 | Extraliga          | Petr Sailer                            | Josef Jandač, Milan Kupka                                                                                                   | Zde      |
| 2007/2008 | Extraliga          | Petr Sailer                            | Josef Jandač, Milan Kupka                                                                                                   | Zde      |
| 2008/2009 | Extraliga          | Petr Sailer, Ondřej Veselý             | Ernest Bokroš, Jan Tlačil, Milan Kupka                                                                                      | Zde      |
| 2009/2010 | Extraliga          | Petr Sailer                            | Jan Tlačil, Milan Kupka, Ladislav Gula – František Výborný, Milan Kupka                                                     | Zde      |
| 2010/2011 | Extraliga          | František Ptáček                       | František Výborný, Milan Kupka a Ladislav Gula                                                                              | Zde      |
| 2011/2012 | Extraliga          | František Ptáček                       | František Výborný, Milan Kupka a Ladislav Gula                                                                              | Zde      |
| 2012/2013 | Extraliga          | Jiří Šimánek                           | Peter Draisaitl, Radek Bělohlav a Roman Turek                                                                               | Zde      |
| 2013/2014 | 1. liga            | Aleš Kotalík                           | Radek Bělohlav, Jaroslav Jágr – Jaroslav Jágr, Radek Bělohlav a Roman Turek – Petr Rosol, Radek Bělohlav a Roman Turek      | Zde      |
| 2014/2015 | 1. liga            | Josef Straka                           | Petr Rosol, Radek Bělohlav a Roman Turek                                                                                    | Zde      |
| 2015/2016 | 1. liga            | Josef Straka                           | Petr Rosol, Radek Bělohlav a Roman Turek – Radek Bělohlav, Martin Štrba a Roman Turek                                       | Zde      |
| 2016/2017 | 1. liga            | Lukáš Květoň                           | Antonín Stavjaňa, Martin Štrba a Roman Turek                                                                                | Zde      |
| 2017/2018 | 1. liga            | Zdeněk Kutlák                          | Antonín Stavjaňa, Martin Štrba a Roman Turek – Marián Jelínek, Aleš Kotalík, Luboš Rob a Stanislav Hrubec                   | Zde      |
| 2018/2019 | 1. liga            | Zdeněk Kutlák                          | Václav Prospal, Aleš Totter a Stanislav Hrubec                                                                              | Zde      |
| 2019/2020 | 1. liga            | Pavel Pýcha                            | Václav Prospal, Aleš Totter a Stanislav Hrubec                                                                              | Zde      |
| 2020/2021 | Extraliga          | Pavel Pýcha                            | Václav Prospal, Aleš Totter a Stanislav Hrubec                                                                              | Zde      |
| 2021/2022 | Extraliga          | Milan Gulaš                            | Jaroslav Modrý, Patrik Martinec, Roman Fousek a Stanislav Hrubec                                                            | Zde      |
| 2022/2023 | Extraliga          | Milan Gulaš                            | Jaroslav Modrý, David Čermák, Roman Fousek a Stanislav Hrubec – David Čermák, Jiří Novotný, Roman Fousek a Stanislav Hrubec | Zde      |
| 2023/2024 | Extraliga          | Milan Gulaš                            | Ladislav Čihák, Jiří Hanzlík, Josef Žáček, Stanislav Hrubec, Adam Přibyl, Tomáš Pařízek                                     | Zde      |
| 2024/2025 | Extraliga          | Milan Gulaš                            | Ladislav Čihák, Jiří Hanzlík, Josef Žáček, Stanislav Hrubec, Adam Přibyl, Tomáš Pařízek, Miloš Moravec                      | Zde      |
| 2025/2026 | Extraliga          |                                        | |          |

### Celkový přehled výsledků v nejvyšší soutěži
| Soutěž                       | Sezon | Fáze sezony           | Zápasy | Výhry | Vp | Remízy | Pp | Prohry | VB   | OB   | Bilance |
| ---------------------------- | ----- | --------------------- | ------ | ----- | -- | ------ | -- | ------ | ---- | ---- | ------- |
| Československá hokejová liga | 42    | Základní část         | 1217   | 456   | 7  | 171    | 7  | 576    | 4135 | 4645 | -510    |
| Československá hokejová liga | 42    | Baráž/o udržení       | 25     | 13    | 0  | 3      | 0  | 9      | 106  | 100  | +6      |
| Československá hokejová liga | 42    | Play-off/finálová sk. | 43     | 17    | 0  | 3      | 1  | 22     | 178  | 177  | +1      |
| Československá hokejová liga | 42    | Celkem                | 1285   | 486   | 7  | 177    | 8  | 607    | 4419 | 4922 | -503    |
| Českomoravská liga           | 3     | Základní část         | 15     | 3     | 0  | 2      | 0  | 10     | 25   | 63   | -38     |
| Extraliga ledního hokeje     | 19    | Základní část         | 960    | 391   | 55 | 98     | 53 | 363    | 2732 | 2590 | +142    |
| Extraliga ledního hokeje     | 19    | Baráž/o udržení       | 21     | 7     | 3  | 0      | 3  | 8      | 48   | 45   | +3      |
| Extraliga ledního hokeje     | 19    | Play-off              | 91     | 30    | 5  | 0      | 7  | 49     | 217  | 266  | -49     |
| Extraliga ledního hokeje     | 19    | Celkem                | 1072   | 428   | 63 | 98     | 63 | 420    | 2997 | 2901 | +96     |
| Celkem                       | 64    | Základní část         | 2192   | 850   | 62 | 271    | 60 | 949    | 6892 | 7298 | -406    |
| Celkem                       | 64    | Baráž/o udržení       | 46     | 20    | 3  | 3      | 3  | 17     | 154  | 145  | +9      |
| Celkem                       | 64    | Play-off/finálová sk. | 134    | 47    | 5  | 3      | 8  | 71     | 395  | 443  | -48     |
| Celkem                       | 64    | Celkem                | 2372   | 917   | 70 | 277    | 71 | 1037   | 7441 | 7886 | -445    |

#### Bilance s jednotlivými soupeři v nejvyšší soutěži
| Soupeř                | Zápasy | Výhry | Vp | Remízy | Pp | Prohry | VB  | OB  | Bilance | První zápas | Poslední zápas |
| --------------------- | ------ | ----- | -- | ------ | -- | ------ | --- | --- | ------- | ----------- | -------------- |
| Sparta Praha          | 201    | 59    | 3  | 24     | 8  | 107    | 553 | 765 | -212    | 1937-01-06  | 2013-01-27     |
| Pardubice             | 189    | 78    | 3  | 20     | 3  | 85     | 576 | 645 | -69     | 1950-11-26  | 2013-01-25     |
| Kladno                | 188    | 79    | 4  | 19     | 5  | 81     | 611 | 622 | -11     | 1951-11-04  | 2013-02-03     |
| Vítkovice             | 178    | 69    | 3  | 23     | 8  | 75     | 544 | 570 | -26     | 1937-01-26  | 2013-03-07     |
| Plzeň                 | 178    | 68    | 3  | 20     | 5  | 82     | 572 | 636 | -64     | 1951-11-07  | 2013-02-17     |
| Litvínov              | 174    | 68    | 3  | 26     | 1  | 76     | 569 | 584 | -15     | 1960-11-02  | 2013-01-18     |
| Zlín                  | 142    | 47    | 5  | 27     | 9  | 54     | 433 | 426 | +7      | 1960-10-30  | 2013-02-22     |
| Jihlava               | 132    | 36    | 3  | 16     | 3  | 74     | 344 | 512 | -168    | 1957-12-04  | 2005-03-26     |
| Kometa Brno           | 112    | 45    | 2  | 8      | 1  | 56     | 337 | 387 | -50     | 1954-02-06  | 2013-02-01     |
| Slovan Bratislava     | 103    | 42    | 0  | 12     | 0  | 49     | 344 | 400 | -56     | 1946-01-27  | 1992-10-25     |
| Košice                | 88     | 29    | 1  | 20     | 1  | 37     | 295 | 329 | -34     | 1968-10-04  | 1993-01-17     |
| Slavia Praha          | 86     | 34    | 9  | 5      | 7  | 31     | 230 | 211 | +19     | 1937-02-02  | 2013-02-26     |
| Karlovy Vary          | 73     | 29    | 13 | 6      | 2  | 23     | 224 | 195 | +29     | 1951-12-02  | 2013-02-24     |
| Třinec                | 68     | 38    | 3  | 5      | 3  | 19     | 225 | 185 | +40     | 1995-10-17  | 2013-02-15     |
| Trenčín               | 61     | 27    | 1  | 9      | 2  | 22     | 217 | 184 | +33     | 1977-10-28  | 1992-11-17     |
| Vsetín                | 56     | 15    | 1  | 8      | 3  | 29     | 132 | 166 | -34     | 1994-09-27  | 2007-01-26     |
| Liberec               | 55     | 17    | 8  | 0      | 2  | 28     | 143 | 154 | -11     | 2002-09-20  | 2013-01-20     |
| Znojmo                | 40     | 17    | 2  | 5      | 2  | 14     | 98  | 95  | +3      | 1999-09-26  | 2009-03-20     |
| Chomutov              | 33     | 9     | 0  | 6      | 1  | 17     | 110 | 150 | -40     | 1951-11-11  | 2013-02-13     |
| Olomouc               | 28     | 13    | 0  | 4      | 0  | 11     | 104 | 79  | +25     | 1990-10-02  | 1997-02-14     |
| Mladá Boleslav        | 21     | 8     | 2  | 0      | 3  | 8      | 57  | 51  | +6      | 1937-01-03  | 2012-01-17     |
| LTC Praha             | 17     | 7     | 0  | 0      | 0  | 10     | 76  | 92  | -16     | 1937-01-24  | 1957-01-19     |
| Zbrojovka Brno        | 17     | 9     | 0  | 0      | 0  | 8      | 74  | 49  | +25     | 1948-11-15  | 1963-02-13     |
| Brno Královo Pole     | 17     | 9     | 0  | 4      | 0  | 4      | 69  | 51  | +18     | 1949-11-18  | 1976-03-12     |
| I. ČLTK Praha         | 16     | 8     | 0  | 1      | 0  | 7      | 63  | 64  | -1      | 1941-12-28  | 1958-02-02     |
| Havířov               | 16     | 11    | 0  | 0      | 2  | 3      | 71  | 38  | +33     | 1999-09-19  | 2003-01-28     |
| Opava                 | 14     | 8     | 0  | 1      | 0  | 5      | 47  | 25  | +22     | 1956-12-16  | 1999-03-14     |
| ATK Praha             | 12     | 3     | 0  | 0      | 0  | 9      | 40  | 59  | -19     | 1948-12-17  | 1956-01-13     |
| Poprad                | 8      | 3     | 1  | 2      | 0  | 2      | 51  | 25  | +26     | 1937-01-14  | 1993-01-12     |
| Prostějov             | 5      | 5     | 0  | 0      | 0  | 0      | 29  | 12  | +17     | 1948-11-16  | 1953-01-20     |
| Baník Ostrava         | 5      | 3     | 0  | 1      | 0  | 1      | 25  | 20  | +5      | 1953-02-08  | 1958-01-05     |
| Podolí (Praha)        | 4      | 1     | 0  | 1      | 0  | 2      | 13  | 17  | -4      | 1943-01-17  | 1946-12-22     |
| Litoměřice            | 4      | 3     | 0  | 0      | 0  | 1      | 26  | 16  | +10     | 1961-10-18  | 1962-02-01     |
| Nitra                 | 4      | 1     | 0  | 0      | 0  | 3      | 14  | 14  | +0      | 1990-09-27  | 1991-02-21     |
| Hradec Králové        | 4      | 0     | 0  | 2      | 0  | 2      | 7   | 10  | -3      | 1993-10-08  | 1994-03-08     |
| Jindřichův Hradec     | 4      | 4     | 0  | 0      | 0  | 0      | 22  | 6   | +16     | 1993-10-10  | 1994-03-11     |
| Ústí nad Labem        | 4      | 4     | 0  | 0      | 0  | 0      | 18  | 7   | +11     | 2007-09-25  | 2008-01-22     |
| Třebíč                | 2      | 1     | 0  | 1      | 0  | 0      | 4   | 3   | +1      | 1938-02-27  | 1942-01-18     |
| Libeň (Praha)         | 2      | 2     | 0  | 0      | 0  | 0      | 6   | 2   | +4      | 1944-02-11  | 1946-12-29     |
| Milevsko              | 2      | 2     | 0  | 0      | 0  | 0      | 10  | 5   | +5      | 1973-03-18  | 1973-04-04     |
| Zvolen                | 2      | 2     | 0  | 0      | 0  | 0      | 13  | 3   | +10     | 1973-03-25  | 1973-04-11     |
| Opava (Troppau)       | 1      | 0     | 0  | 0      | 0  | 1      | 2   | 5   | -3      | 1937-02-13  | 1937-02-13     |
| VŠ Bratislava         | 1      | 0     | 0  | 0      | 0  | 1      | 0   | 2   | -2      | 1938-02-20  | 1938-02-20     |
| Stadion Praha         | 1      | 1     | 0  | 0      | 0  | 0      | 3   | 1   | +2      | 1946-01-15  | 1946-01-15     |
| Bánská Bystrica       | 1      | 1     | 0  | 0      | 0  | 0      | 4   | 0   | +4      | 1946-01-20  | 1946-01-20     |
| Havlíčkův Brod        | 1      | 1     | 0  | 0      | 0  | 0      | 23  | 4   | +19     | 1947-11-05  | 1947-11-05     |
| Říčany                | 1      | 1     | 0  | 0      | 0  | 0      | 5   | 2   | +3      | 1947-12-07  | 1947-12-07     |
| Křídla vlasti Olomouc | 1      | 0     | 0  | 1      | 0  | 0      | 8   | 8   | 0       | 1954-02-08  | 1954-02-08     |

#### Statistické zajímavosti
| Zajímavost                 | Počet  | Kolo  | Den       | Domácí                      | Hosté                       | Skóre | Třetiny                   |
| -------------------------- | ------ | ----- | --------- | --------------------------- | --------------------------- | ----- | ------------------------- |
| Nejvíce branek v utkání    | 27     | 5.    | 5.11.1947 | AC Stadion České Budějovice | BK Havlíčkův Brod           | 23:4  | (6:1,11:0,6:3)            |
| Nejvíce vstřelených branek | 23     | 5.    | 5.11.1947 | AC Stadion České Budějovice | BK Havlíčkův Brod           | 23:4  | (6:1,11:0,6:3)            |
| Nejvyšší vítězství         | +19    | 5.    | 5.11.1947 | AC Stadion České Budějovice | BK Havlíčkův Brod           | 23:4  | (6:1,11:0,6:3)            |
| Nejvíce obdržených branek  | 17     | 2.    | 12.3.1947 | LTC Praha                   | AC Stadion České Budějovice | 17:1  | (4:0,6:0,7:1)             |
| Nejvyšší porážka           | -16    | 2.    | 12.3.1947 | LTC Praha                   | AC Stadion České Budějovice | 17:1  | (4:0,6:0,7:1)             |
| Nejvyšší remíza            | 8      | 5. FS | 8.2.1954  | Slavoj České Budějovice     | Křídla vlasti Olomouc       | 8:8   | (1:4,1:3,6:1)             |
| Nejdelší utkání            | 113:51 | PK5   | 7.3.2013  | HC Mountfield               | HC Vítkovice Steel          | 2:3p  | (1:1,1:1,0:0,0:0,0:0,0:1) |

### Nejlepší hráči podle sezon
| 1993/1994 |
| 1994/1995 |
| 1995/1996 |
| 1996/1997 |
| 1997/1998 |
| 1998/1999 |
| 1999/2000 |
| 2000/2001 |
| 2001/2002 |
| 2002/2003 |
| 2003/2004 |
| 2004/2005 |
| 2005/2006 |
| 2006/2007 |
| 2007/2008 |
| 2008/2009 |
| 2009/2010 |
| 2010/2011 |
| 2011/2012 |
| 2012/2013 |
| 2013/2014 |
| 2014/2015 |
| 2015/2016 |
| 2016/2017 |
| 2017/2018 |
| 2018/2019 |
| 2019/2020 |
| 2020/2021 |
| 2021/2022 |
| 2022/2023 |
| 2023/2024 |
| 2024/2025 |

| Roman Horák    | 28 |
| Roman Horák    | 20 |
| Pavel Pýcha    | 18 |
| Pavel Pýcha    | 19 |
| Luboš Rob      | 18 |
| Václav Král    | 27 |
| Peter Bartoš   | 23 |
| Aleš Kotalík   | 19 |
| Petr Sailer    | 24 |
| Luboš Rob      | 24 |
| Peter Bartoš   | 15 |
| Václav Prospal | 28 |
| Viktor Hübl    | 16 |
| Viktor Hübl    | 26 |
| Viktor Hübl    | 20 |
| Tomáš Kůrka    | 17 |
| Tomáš Vak      | 14 |
| Milan Gulaš    | 23 |
| Lukáš Květoň   | 18 |
| Jiří Šimánek   | 18 |
| Aleš Kotalík   | 16 |
| Tomáš Nouza    | 33 |
| Tomáš Nouza    | 24 |
| Tomáš Nouza    | 21 |
| Luboš Rob      | 19 |
| Lukáš Endál    | 22 |
| Zdeněk Doležal | 25 |
| Zdeněk Doležal | 18 |
| Lukáš Pech     | 22 |
| Milan Gulaš    | 24 |
| Jan Ordoš      | 22 |
| Nick Olesen    | 15 |

| Roman Horák       | 30 |
| Roman Horák       | 33 |
| Radek Ťoupal      | 30 |
| Radek Ťoupal      | 36 |
| Radek Ťoupal      | 41 |
| Radek Ťoupal      | 36 |
| Filip Turek       | 31 |
| Aleš Kotalík      | 29 |
| Martin Štrba      | 21 |
| Luboš Rob         | 28 |
| Stanislav Jasečko | 22 |
| Václav Prospal    | 60 |
| Petr Sailer       | 20 |
| Viktor Hübl       | 19 |
| Milan Toman       | 17 |
| Radek Duda        | 16 |
| Petr Gřegořek     | 23 |
| Milan Gulaš       | 21 |
| Milan Gulaš       | 25 |
| Aleš Kotalík      | 22 |
| Aleš Kotalík      | 15 |
| Josef Straka      | 47 |
| Josef Straka      | 34 |
| Žiga Pavlin       | 27 |
| Václav Nedorost   | 27 |
| Martin Novák      | 31 |
| Pavel Pýcha       | 47 |
| Roman Přikryl     | 20 |
| Lukáš Pech        | 36 |
| Lukáš Pech        | 38 |
| Jáchym Kondelík   | 26 |
| Milan Gulaš       | 27 |

| Roman Horák       | 58 |
| Roman Horák       | 53 |
| Radek Ťoupal      | 43 |
| Radek Ťoupal      | 54 |
| Radek Ťoupal      | 58 |
| Václav Král       | 49 |
| Filip Turek       | 51 |
| Aleš Kotalík      | 48 |
| Petr Sailer       | 42 |
| Luboš Rob         | 52 |
| Stanislav Jasečko | 27 |
| Václav Prospal    | 88 |
| Viktor Hübl       | 35 |
| Viktor Hübl       | 45 |
| Tomáš Kůrka       | 34 |
| Tomáš Kůrka       | 30 |
| Tomáš Vak         | 34 |
| Milan Gulaš       | 44 |
| Milan Gulaš       | 42 |
| Aleš Kotalík      | 36 |
| Aleš Kotalík      | 31 |
| Josef Straka      | 77 |
| Josef Straka      | 54 |
| Tomáš Nouza       | 42 |
| Václav Nedorost   | 43 |
| Martin Novák      | 47 |
| Pavel Pýcha       | 60 |
| Zdeněk Doležal    | 34 |
| Lukáš Pech        | 58 |
| Lukáš Pech        | 46 |
| Milan Gulaš       | 40 |
| Milan Gulaš       | 41 |

| Jaroslav Brabec   | 36  |
| Libor Zábranský   | 54  |
| Luboš Rob         | 36  |
| Luboš Rob         | 57  |
| Rudolf Suchánek   | 72  |
| Václav Král       | 53  |
| Stanislav Jasečko | 85  |
| Stanislav Jasečko | 94  |
| Josef Jindra      | 78  |
| Zdeněk Ondřej     | 81  |
| Stanislav Jasečko | 68  |
| Václav Prospal    | 82  |
| Tomáš Harant      | 90  |
| Petr Gřegořek     | 96  |
| Milan Toman       | 84  |
| Radek Duda        | 96  |
| Jan Snopek        | 112 |
| Jan Novák         | 97  |
| Lukáš Květoň      | 68  |
| Martin Podlešák   | 85  |
| Václav Skuhravý   | 129 |
| Jakub Suchánek    | 77  |
| Jakub Suchánek    | 81  |
| Martin Heřman     | 119 |
| Filip Novák       | 52  |
| Václav Karabáček  | 86  |
| Conor Allen       | 118 |
| Roman Přikryl     | 61  |
| David Štich       | 81  |
| Lukáš Pech        | 48  |
| Michal Gulaši     | 84  |
| Will Reilly       | 67  |

## Účast v mezinárodních pohárech
Zdroj: 
Legenda: SP – Spenglerův pohár, EHP – Evropský hokejový pohár, EHL – Evropská hokejová liga, SSix – Super six, IIHFSup – IIHF Superpohár, VC – Victoria Cup, HLMI – Hokejová liga mistrů IIHF, ET – European Trophy, HLM – Hokejová Liga mistrů, KP – Kontinentální pohár
- EHL 1996/1997 – Čtvrtfinále
- HLMI 2008/2009 – Základní skupina C (2. místo)
- ET 2011 – Čtvrtfinále
- ET 2012 – Severní divize (5. místo)

## Významné osobnosti

### Hráči – odchovanci budějovického hokeje
- Čeněk Pícha, František Mizera, Jiří Macelis, Vlastimil Hajšman, Jan Vodička, Miroslav Dvořák, Jaroslav Pouzar, Jaroslav Korbela, Norbert Král, Jiří Lála, Vladimír Caldr, Rudolf Suchánek, Roman Turek, Václav Prospal, Václav Nedorost, František Čech, Lukáš Sedlák, Jiří Smejkal

### Trenéři působivší v klubu
- Václav Piloušek
- Zlatko Červený
- Slavomír Bartoň
- Luděk Bukač
- Karel Pražák
- Vladimír Caldr
- Josef Jandač
- Ernest Bokroš
- Jan Tlačil
- František Výborný
- Peter Draisaitl
- Radek Bělohlav

## Stadion
České Budějovice byly po Praze a Bratislavě třetím městem v ČSR, kde byl vybudován zimní stadion s umělou ledovou plochou.[zdroj?] Dokončen byl 27. října 1946. V roce 1967 se stadion dočkal zastřešení. V prosinci 1979 byla dobudována druhá ledová plocha, sloužící k tréninkům.
V letech 2001–2002 prošel budějovický zimní stadion kompletní rekonstrukcí. Znovuotevřen byl 4.10. 2002, od té doby nese název Budvar aréna podle významného sponzora českého hokeje n.p. Budějovický Budvar.
V současnosti[kdy?] má stadion deklarovanou celkovou kapacitu 6 421 diváků, z toho 551 je míst ke stání. Velikost hlavní ledové plochy je 28 x 58 metrů. Stavba stojí na vltavském nábřeží v ulici F.A. Gerstnera.